# ホロデッキ
ホロデッキ（英: holodeck）はアメリカのSFテレビドラマ『スタートレック』シリーズに登場する、現実とほとんど変わりのないシミュレーテッドリアリティの世界を作り出すことができる架空の装置である。初登場は1987年放送開始の『TNG』(The Next Generation)シリーズ第1話『未知への飛翔(Encounter at Farpoint)』。

## 構造
ホロデッキ自体は1辺数メートルほどの立方体の部屋である。この中に以下に挙げるようなシステムを複雑に組み合わせて、現実と変わりない架空の空間を作り出す。なお、ホロデッキ内では重力制御によって、トレッドミルの上にいるのと同じように、どこまで同じ方向に走っても、壁にぶつかることはないような環境を作りだしている。食料品や備品等によってはレプリケーターによってホログラム内に転送供給される『実物』であり、ホロデッキから持ち出してもホロデッキマター製の物とは異なり、消滅しない。

### 壁の映像
ホロデッキの壁、床、天井に映像を出す。主に遠景を表現するために用いられる。四角形スクリーンの組み合わせによって構成されており、事故や故障や作動していない時以外はスクリーンのフレームが見える事はない。

### ホログラム映像
ホログラムの立体映像。近くにあるものなどを表現するために用いられる。

### フォースビーム
ホログラム映像はあくまで映像でしかなく実体はない。例えば、ホログラム映像によって表現されている椅子には座ることはできない。ホログラム映像に実体を持たせるのがフォースビーム（重力子ビーム）である。これによってホログラム映像に実体感を与える。

### ホロデッキマター
ホログラム映像とフォースビームの併用だけで、細部の感触まで表現することには限度がある。このために存在するのがホロデッキマターと呼ばれるホロデッキ内のみで有効な物質である。基本的にはレプリケーターと同じような技術によって作り出される物質だが、あくまでホロデッキ内のみで有効なものであり、ホロデッキの外へ持ち出そうとしたり、ホロデッキプログラムを終了するなどすれば消滅する。

## 用途
用途は娯楽から宇宙艦隊の士官の訓練までさまざまである。特に宇宙船や宇宙ステーションなどの、娯楽が少なく、十分な訓練用のスペースが確保できない場所では有用な装置となっている。バルカン人がポンファー（発情期）を乗り切るためにホロデッキを使用するという描写から、アダルトコンテンツも存在することがわかる。
また、U.S.S.ヴォイジャーやU.S.S.エンタープライズEなどの宇宙艦隊の最新鋭艦では、医療室にホロ・エミッターが装備されており、ホロデッキと同様にホログラムを投影する事が出来る。ここにある緊急用医療ホログラムは、ホログラムドクターと呼ばれるホログラムの医師であり、緊急時には本物の医師と変わりなく医療行為ができる。

## その他
ホロデッキでは、プログラムによっては人体や生命に危険をもたらすこともある。これを回避するために組み込まれているのが、安全プロトコルである。これを解除することにより、ホロデッキで生成された武器で相手を殺傷することも可能になる(『スタートレック ファーストコンタクト』)。
また、ホロデッキはその娯楽性より中毒症状（つまり、依存症）を生み出すこともある。このことは特にホロデッキ中毒（holodiction）と呼ばれている。
『新スタートレック』では、長期間の使用により、使用する者の趣味・嗜好がプログラムに反映され過ぎた結果からか、登場キャラクターが本来の話の筋から外れ、独自の意思を持つまでに至ってしまい、登場キャラクターがホロデッキ外へ逃走（12話）したり、反乱を起こした事例（29話、138話）もある。
『スタートレック:ディープ・スペース・ナイン』において、舞台となる宇宙ステーション『ディープ・スペース・ナイン』ではホロデッキと同様の機能を持つ「ホロスイート」（英:Holosuite）が設置され、有料の娯楽施設となっている。
『スタートレック:ヴォイジャー』81話に登場するU.S.S.プロメテウスでは全デッキでホログラムのキャラクターが活動できるようになっている。86話（史上最大の殺戮ゲーム）において、狩猟型異星人ヒロージェンに乗っ取られたU.S.S.ヴォイジャーの艦内ほとんどすべてがホロデッキになってしまったことがある。
24世紀より以前となる『まんが宇宙大作戦』19話や『スタートレック:ディスカバリー』6話にも、ホロデッキの先祖と思われるホログラム装置が登場している。また、22世紀中頃を舞台とした『スタートレック:エンタープライズ』5話では、異星種族が既にホロデッキと同等の技術を有している描写も見られる。